# سید محمدباقر برقعی
سید محمدباقر برقعی (۱۳۹۴–۱۳۰۶) نویسنده و پژوهشگر سده اخیر است.

## زندگی و تحصیل
سید محمدباقر برقعی فرزند سید علی‌اکبر در سال ۱۳۰۶ خورشیدی در شهر قم در خانواده‌ای روحانی به دنیا آمد. پس از رفتن به مکتب و آموختن قرآن راهی دبستان شد و پس از آن به تحصیل علوم حوزوی پرداخت. او پس از تأیید تحصیلات در حوزه علمیه قم توسط مرحوم مرعشی نجفی، به دانشکده الهیات و معارف اسلامی دانشگاه تهران راه یافت و موفق به اخذ مدرک لیسانس شد.
وی در تاریخ ۵ شهریور ۱۳۹۴ در شهر قم درگذشت.

## آثار پژوهشی
سید محمدباقر برقعی علاوه بر مدیریت و تدریس در بخش آموزش اقدام به چاپ چند جلد کتاب درسی از جمله دستور زبان فارسی کرد که اداره فرهنگ آموزش و پرورش قم تدریس آن را طبق بخشنامه‌ای به مدارس شهر توصیه کرد و این کتاب بارها تجدید چاپ شد.
وی هم چنین کتاب راهنمای نویسندگی در دو جلد برای تدریس در دوره دبستان و دبیرستان و سپس کتاب فرهنگ دانشجو را تألیف کرد.
از دیگر کارهای تحقیقاتی وی مقدمه و پاورقی‌هایی است که بر کتاب‌های اندیشه‌های تابناک و راهنمای دانشوران (تألیف پدر خود آیت‌الله سید علی‌اکبر برقعی) نوشته است.
سید محمدباقر برقعی، تذکره سخنوران نامی معاصر ایران را از سال ۱۳۲۹ خورشیدی، که برای نخستین بار به چاپ رساند، در ۱۴ جلد جمع‌آوری کرد. وی در این کتاب به روش الفبایی، به معرفی شعرای گذشته و معاصر پرداخت، به این ترتیب که در ذیل تصویری از آن شاعر شرح زندگی‌نامه و نمونه اثر او درج شده‌است.

## کتابها
- دستور زبان فارسی برای دانش‌آموزان سال پنجم و ششم دبستانها
- راهنمای نویسندگی یا انشا و نامه نگارش ویژه کلاسهای ابتدایی و اول متوسطه
- غزلیات شاطر مصطفی (انتظاری)
- فرهنگ دانشجو: لغات کلیله و دمنه و یا گلستان و اسرارالتوحید و اخلاق ناصری
- برقعی، محمدباقر (۱۳۹۱). سخنوران نامی معاصر ایران. انتشارات دارالعلم. شابک ۹۷۸-۹۶۴-۲۰۴-۱۴۴-۲. [۳]